# セキフウ
セキフウ（欧字名:Sekifu、2019年4月17日 - ）は、日本の競走馬。主な勝ち鞍は2021年の兵庫ジュニアグランプリ、2023年のエルムステークス。
馬名の意味は、戚風（中国語でシフォンケーキ）の日本語読み。

## 戦績

### 2歳（2021年）
9月11日中京の2歳新馬（芝1400m）でデビューし6着敗退。2戦目からはダートを使われ、3戦目で初勝利を挙げる。
10月24日のなでしこ賞では後方追走から鋭く脚を伸ばすと、最内から先頭に立ったレイワホマレをゴール寸前で差し切り2勝目をマークする。
11月25日の兵庫ジュニアグランプリでは3番手追走から直線で馬群を割って抜け出すと、先に先頭に立っていたコンバスチョンとの競り合いをクビ差制して、重賞初制覇を挙げた。
12月15日の全日本2歳優駿では中団から脚を伸ばすも、4着に敗れた。

### 3歳（2022年）
サウジアラビアに遠征し、2月26日のG3サウジダービーに出走。道中中団の外目を追走すると、直線で外から末脚を繰り出しパインハーストから半馬身差の2着と好走する。ドバイへ転戦して3月26日に行われたG2UAEダービーでは道中3番手追走も直線で伸びを欠き8着に終わる。帰国後、6月19日のユニコーンステークス（GIII）では道中後方待機から最後の直線で最内から追い上げてきたがペイシャエスにクビ差及ばず2着となる。7月13日のJpnIジャパンダートダービーでは不良馬場に泣き10着と大敗する。秋に入り、韓国へ遠征した9月4日のG3コリアカップでは2番手でレースを進めるも直線で勝ち馬ウィナーズマンにかわされ、逃げたラオンザファイターも捕え切れず3着。11月12日の武蔵野ステークス（GIII）では道中好位でレースを進めたが失速して12着と大敗を喫した。

### 4歳（2023年）
4歳初戦として、すばるステークス(L)に藤岡康太とのコンビで出走。6番人気に推され、後方から大外を追い込んで3着となる。この後、中2週で根岸ステークスに出走し13着。2月19日に東京競馬場で行われたフェブラリーステークス（GI）に出走し、11着と2戦連続で二桁着順に沈む。
5月14日の栗東ステークス6着を挟んで、藤岡佑介との初コンビで大沼ステークスに出走。負けが続き8番人気まで人気を落としていたが、2着に好走する。
函館2走目として、クリストフ・ルメールとの初コンビでマリーンステークスに出走。2番人気に推されるも3着に敗れた。8月6日、武豊との初コンビでエルムステークスに出走。レースは逃げ馬が多数いたことでハイペースとなり、鞍上の武豊が最後方へ下げる好騎乗もあって2着ワールドタキオンに1/2馬身差をつけ差し切って1年9ヶ月ぶりに勝利をあげ、中央ダート重賞初制覇となりダート重賞は2勝目となった。
その後日本テレビ盃を4着、武蔵野ステークスは8着でこの年を終える。

### 5歳（2024年）
5歳初戦は2月18日のフェブラリーステークスに出走。エルムステークスで中央重賞制覇に導いた武豊が騎乗し、13番人気ながら3着と好走するも、2月23日に右前浅屈腱炎が判明したとJRAが発表。9カ月以上の休養を要する見込みとなり、翌2月24日にJRAの競走馬登録を抹消され現役を引退することが発表された。引退後は北海道新ひだか町のアロースタッドで種牡馬となる。

## 競走成績
以下の内容は、JBISサーチ、netkeiba.com、サカブジョッキークラブ、Racing PostおよびKRAの情報に基づく。
| 競走日     | 競馬場   | 競走名            | 格    | 距離（馬場）  | 頭 数 | 枠 番 | 馬 番 | オッズ （人気） | 着順 | タイム （上り3F） | 着差             | 騎手        | 斤量 [kg] | 1着馬（2着馬）       | 馬体重 [kg] |
| ---------- | -------- | ----------------- | ----- | ------------- | ----- | ----- | ----- | --------------- | ---- | ----------------- | ---------------- | ----------- | --------- | -------------------- | ----------- |
| 2021.09.11 | 中京     | 2歳新馬           |       | 芝1400m（良） | 12    | 1     | 1     | 018.90（6人）   | 06着 | R1:23.4（35.7）   | -1.1             | 0浜中俊     | 54        | ウナギノボリ         | 474         |
| 0000.09.25 | 中山     | 2歳未勝利         |       | ダ1200m（良） | 14    | 3     | 3     | 008.50（2人）   | 03着 | R1:12.5（37.3）   | -0.5             | 0戸崎圭太   | 54        | パスポートチェック   | 474         |
| 0000.10.10 | 阪神     | 2歳未勝利         |       | ダ1400m（良） | 13    | 8     | 13    | 003.10（1人）   | 01着 | R1:25.4（37.4）   | -0.1             | 0戸崎圭太   | 55        | （カフジテトラゴン） | 476         |
| 0000.10.24 | 阪神     | なでしこ賞        | 1勝   | ダ1400m（良） | 15    | 2     | 2     | 016.20（5人）   | 01着 | R1:25.0（37.2）   | -0.0             | 0M.デムーロ | 55        | （レイワホマレ）     | 466         |
| 0000.11.25 | 園田     | 兵庫ジュニアGP    | JpnII | ダ1400m（稍） | 12    | 7     | 10    | 002.50（2人）   | 01着 | R1:29.7（38.9）   | -0.0             | 0M.デムーロ | 55        | （コンバスチョン）   | 472         |
| 0000.12.15 | 川崎     | 全日本2歳優駿     | JpnI  | ダ1600m（稍） | 14    | 1     | 1     | 009.30（4人）   | 04着 | R1:41.1（38.2）   | -1.9             | 0M.デムーロ | 55        | ドライスタウト       | 462         |
| 2022.02.26 | KAA      | サウジダービー    | G3    | ダ1600m（良） | 14    | 12    | 10    | 013.00（4人）   | 02着 | R1:38.22          | -0.10            | 0C.デムーロ | 55.8      | Pinehurst            | 計不        |
| 0000.03.26 | メイダン | UAEダービー       | G2    | ダ1900m（良） | 16    | 14    | 13    | 007.50（3人）   | 08着 | （10馬身 1/4差）  | （10馬身 1/4差） | 0C.デムーロ | 55        | Crown Pride          | 計不        |
| 0000.06.19 | 東京     | ユニコーンS       | GIII  | ダ1600m（良） | 15    | 2     | 2     | 024.40（9人）   | 02着 | R1:35.2（35.5）   | -0.0             | 0M.デムーロ | 56        | ペイシャエス         | 470         |
| 0000.07.13 | 大井     | ジャパンDダービー | JpnI  | ダ2000m（不） | 14    | 1     | 1     | 012.50（6人）   | 10着 | R2:09.1（41.8）   | -4.5             | 0M.デムーロ | 56        | ノットゥルノ         | 478         |
| 0000.09.04 | ソウル   | コリアC           | G3    | ダ1800m（We） | 13    | 4     | 4     | 002.10（1人）   | 03着 | 01:53.4（40.3）   | -0.3             | 0藤岡康太   | 55        | Winner's Man         | 471         |
| 0000.11.12 | 東京     | 武蔵野S           | GIII  | ダ1600m（良） | 16    | 1     | 2     | 030.20（8人）   | 12着 | R1:37.1（36.4）   | -1.5             | 0M.デムーロ | 55        | ギルデッドミラー     | 476         |
| 2023.01.07 | 中京     | すばるS           | L     | ダ1400m（良） | 14    | 4     | 5     | 019.10（6人）   | 03着 | R1:24.1（36.6）   | -0.3             | 0藤岡康太   | 58        | バトルクライ         | 484         |
| 0000.01.29 | 東京     | 根岸S             | GIII  | ダ1400m（良） | 16    | 2     | 4     | 027.20（7人）   | 13着 | R1:24.8（37.2）   | -2.3             | 0M.デムーロ | 56        | レモンポップ         | 482         |
| 0000.02.19 | 東京     | フェブラリーS     | GI    | ダ1600m（良） | 16    | 6     | 12    | 051.4（11人）   | 11着 | R1:37.3（37.9）   | -1.7             | 0M.デムーロ | 58        | レモンポップ         | 480         |
| 0000.05.14 | 京都     | 栗東S             | L     | ダ1400m（重） | 16    | 6     | 12    | 011.60（6人）   | 06着 | R1:24.7（36.9）   | -1.3             | 0藤岡康太   | 57        | アイオライト         | 486         |
| 0000.06.25 | 函館     | 大沼S             | L     | ダ1700m（稍） | 13    | 4     | 5     | 023.70（8人）   | 02着 | R1:43.6（36.0）   | -0.5             | 0藤岡佑介   | 59        | ペプチドナイル       | 490         |
| 0000.07.08 | 函館     | マリーンS         | OP    | ダ1700m（良） | 14    | 8     | 13    | 005.10（2人）   | 03着 | R1:43.6（36.1）   | -0.6             | 0C.ルメール | 57.5      | ペプチドナイル       | 490         |
| 0000.08.06 | 札幌     | エルムS           | GIII  | ダ1700m（不） | 14    | 4     | 6     | 012.30（6人）   | 01着 | R1:42.8（35.5）   | -0.1             | 0武豊       | 57        | （ワールドタキオン） | 488         |
| 0000.09.27 | 船橋     | 日本テレビ盃      | JpnII | ダ1800m（良） | 11    | 8     | 11    | 006.70（3人）   | 04着 | R1:52.5（37.1）   | -0.8             | 0戸崎圭太   | 56        | ウシュバテソーロ     | 475         |
| 0000.11.11 | 東京     | 武蔵野S           | GIII  | ダ1600m（良） | 16    | 3     | 5     | 020.40（8人）   | 08着 | R1:36.1（36.1）   | -0.9             | 0藤岡佑介   | 57        | ドライスタウト       | 488         |
| 2024.02.18 | 東京     | フェブラリーS     | GI    | ダ1600m（良） | 16    | 4     | 8     | 048.2（13人）   | 03着 | R1:35.9（36.4）   | -0.2             | 0武豊       | 58        | ペプチドナイル       | 490         |

- 海外の枠番はゲート番
- 海外のオッズ・人気は現地主催者発表のもの（日本式のオッズ表記とした）

## 血統表
| セキフウの血統                            | セキフウの血統                                         | セキフウの血統                                         | （血統表の出典）                                       | （血統表の出典） |
| 父系                                      | ストームバード系                                       | ストームバード系                                       | ストームバード系                                       | [ § 2 ]          |
| 父 *ヘニーヒューズ Henny Hughes 2003 栗毛 | 父の父*ヘネシー 1993 栗毛                              | Storm Cat                                              | Storm Bird                                             | Storm Bird       |
| 父 *ヘニーヒューズ Henny Hughes 2003 栗毛 | 父の父*ヘネシー 1993 栗毛                              | Storm Cat                                              | Terlingua                                              |                  |
| 父 *ヘニーヒューズ Henny Hughes 2003 栗毛 | 父の父*ヘネシー 1993 栗毛                              | Island Kitty                                           | Hawaii                                                 | Hawaii           |
| 父 *ヘニーヒューズ Henny Hughes 2003 栗毛 | 父の父*ヘネシー 1993 栗毛                              | Island Kitty                                           | T.C. Kitten                                            |                  |
| 父 *ヘニーヒューズ Henny Hughes 2003 栗毛 | 父の母Meadow Flyer 1989 栗毛                           | Meadowlake                                             | Hold Your Peace                                        | Hold Your Peace  |
| 父 *ヘニーヒューズ Henny Hughes 2003 栗毛 | 父の母Meadow Flyer 1989 栗毛                           | Meadowlake                                             | Suspicious Native                                      |                  |
| 父 *ヘニーヒューズ Henny Hughes 2003 栗毛 | 父の母Meadow Flyer 1989 栗毛                           | Shortley                                               | Hagley                                                 | Hagley           |
| 父 *ヘニーヒューズ Henny Hughes 2003 栗毛 | 父の母Meadow Flyer 1989 栗毛                           | Shortley                                               | Short Winded                                           |                  |
| 母 *シヤボナ 2006 鹿毛 アメリカ           | 母の父Kingmambo 1990 鹿毛 アメリカ                     | Mr. Prospector                                         | Raise a Native                                         | Raise a Native   |
| 母 *シヤボナ 2006 鹿毛 アメリカ           | 母の父Kingmambo 1990 鹿毛 アメリカ                     | Mr. Prospector                                         | Gold Digger                                            |                  |
| 母 *シヤボナ 2006 鹿毛 アメリカ           | 母の父Kingmambo 1990 鹿毛 アメリカ                     | Miesque                                                | Nureyev                                                | Nureyev          |
| 母 *シヤボナ 2006 鹿毛 アメリカ           | 母の父Kingmambo 1990 鹿毛 アメリカ                     | Miesque                                                | Pasadoble                                              |                  |
| 母 *シヤボナ 2006 鹿毛 アメリカ           | 母の母Relish 1999 鹿毛 アイルランド                    | Sadler's Wells                                         | Northern Dancer                                        | Northern Dancer  |
| 母 *シヤボナ 2006 鹿毛 アメリカ           | 母の母Relish 1999 鹿毛 アイルランド                    | Sadler's Wells                                         | Fairy Bridge                                           |                  |
| 母 *シヤボナ 2006 鹿毛 アメリカ           | 母の母Relish 1999 鹿毛 アイルランド                    | Reloy                                                  | Liloy                                                  | Liloy            |
| 母 *シヤボナ 2006 鹿毛 アメリカ           | 母の母Relish 1999 鹿毛 アイルランド                    | Reloy                                                  | Rescousse                                              |                  |
| 母系(F-No.)                               | (FN:10-e)                                              | (FN:10-e)                                              | (FN:10-e)                                              | [ § 3 ]          |
| 5代内の近親交配                           | Northern Dancer 5×5×4、Raise a Native 5×4、Special 5×5 | Northern Dancer 5×5×4、Raise a Native 5×4、Special 5×5 | Northern Dancer 5×5×4、Raise a Native 5×4、Special 5×5 | [ § 4 ]          |
| 出典                                      | 1. 2. 3. 4.                                            | 1. 2. 3. 4.                                            | 1. 2. 3. 4.                                            | 1. 2. 3. 4.      |

- 半兄に2016年高松宮記念を優勝したビッグアーサー（父サクラバクシンオー）がいる。